# Heinrich I. von Grünberg
Heinrich I. von Grünberg († 16. Juli 1335) war von 1316 bis 1335 Bischof von Naumburg.

## Leben
Heinrich I. stammte aus einer Familie von Grünberg, die sich nach der Burg Grünberg (Magdeburg), einer kleinen Burganlage in der Flur Krakau östlich von Magdeburg, nannte und bereits noch im 14. Jahrhundert vom zugehörigen Ort von einer Wüstung gesprochen wurde. Sein Vater war der Edle Gebhard von Grünberg. Sein Onkel Heinrich von Grünberg war Magdeburger Domherr und Propst von Nienburg. Weitere Verwandte finden sich unter den Naumburger Domherren. Heinrich I. war ab 1296 Domherr in Magdeburg und bekleidete weitere hohe geistliche Ämter.
Als Bischof hielt er sich zunächst politisch eng an Friedrich den Freidigen, später schloss er sich aber einem Bündnis gegen den immer mächtiger werdenden Wettiner an. 1333 kam es zu einem Schutz- und Trutzbündnis mit den Vögten von Plauen, den Grafen von Orlamünde, von Schwarzburg, von Beichlingen, den Burggrafen von Leisnig, den Herren von Waldenburg und von Schönburg und den Städten Erfurt und Mühlhausen. Später schlossen sich noch die Herren von Lobdeburg, die Grafen von Käfernburg, die Burggrafen von Kirchberg und die Herren von Heldrungen, Kranichfeld und Blankenhain an. In Kämpfen wurden Burggrafen von Dohna und von Wettin und ein Truchseß von Borna vom Bischof und dem Domkapitel gefangen gehalten und gegen Lösegeld wieder freigelassen. Unter dem nachfolgenden Bischof Withego I. von Ostrau brach der Thüringer Grafenkrieg aus, in dem das Bistum aber keine wesentliche Rolle spielte. Reichspolitisch hatte Heinrich I. keinen bedeutenden Einfluss, Kaiser Ludwig riet ihm 1334 von dem Bündnis gegen den Markgrafen Friedrich II., seinen Schwiegersohn, ab.
Der Ort der Bestattung von Heinrich I. ist unbekannt, anderslautende Informationen stammen aus der Taubeschen Chronik des Geschichtsfälschers Johann Georg Rauhe.